# 博伊爾斯頓 (印地安納州)
博伊爾斯頓（英語：Boyleston）是位於美國印地安納州克林頓縣的一個非建制地區。該地的面積和人口皆未知。

## 地理
博伊爾斯頓的座標為40°17′11″N 86°23′41″W / 40.28639°N 86.39472°W，而該地的平均海拔高度為275米（即902英尺）。